# Ingria de Nord
Republica Ingriei de Nord (în finlandeză Pohjois-Inkerin tasavalta) ori Republica Kirjasalo (în finlandeză Kirjasalon tasavalta) a fost un stat efemer al finlandezilor ingrieni proclamat pe teritoriul Istmului Carelia în timpul războiului civil și care s-a desprins din Rusia Bolșevică. Obiectivul majorității susținătorilor acestui stat, care a controlat părți din nordul Ingriei din 1919 până în 1920, a fost unirea cu Regatul Finlandei. Odată cu semnarea  tratatului de pace de la Tartu (1920), teritoriul a fost reincorporat în cadrul Rusiei.

## Istoric
Republica s-a separat de Rusia sovietică după Revoluția din Octombrie și a controlat o parte din uezdul Petrograd din gubernia cu același nume între 1919 și 1920. Centrul administrativ era satul Kirjasalo, aflat acum în nordul raionului Vsevolojsk din Regiunea Leningrad.
În primăvara anului 1919, în partea rusă a Istmului Karelian, la inițiativa secțiunii finlandeze a Comitetului regional din Petrograd al Partidului Comunist, a început o campanie de mobilizare a ingrienilor în Armata Roșie. Țărănimea din Ingria s-a opus mobilizării, iar autoritățile ruse au răspuns cu represalii, mai multe sute de persoane fiind arestate iar proprietățile lor confiscate. Rechiziția forțată a produselor alimentare a fost aplicată pe scară largă. În plus, 10.000 de bovine au fost confiscate din Ingria de Nord și au fost trimise în gubernia Novgorod. Acțiunile de pedepsire au fost conduse de șeful apărării interne a Petrogradului, Jēkabs Peterss.
Locuitorii satelor de frontieră s-au refugiat ca să scape de persecuții pe teritoriul finlandez. În jur de 3.000 de țărani s-au refugia în regiunile localităților Rautu (în rusă Сосново, Sosnovo) și Raasuli (în rusă Орехово, Orehovo). La 10 iunie, locuitorii din Kirjasalo au decis în timpul unei întruniri parohiale să se înarmeze și să-și apere familiile, casele și avutul. La 11 iunie, un grup de 150–200 de țărani rebeli au ocupat zona a cinci sate învecinate (Autio, Pusanmiaki, Tikanmiaki, Uusikul și Vanhakiul) și un post vamal. Încercările grănicerilor roșii de a-i respinge pe țăranii răsculați au eșuat. Practic, „intrândul Kirjasalo”, o regiune cu suprafața de aproximativ 30 km2, aflată la aproximativ 50 de kilometri nord de Petrograd, s-a separat de Rusia sovietică.
Pe 9 iulie, la Rautu a avut loc o întâlnire a refugiaților, la care au participat aproximativ 400 de persoane. La ședință, Comitetul Provizoriu al Ingriei de Nord (în finlandeză  Pohjois-Inkerin Hoitokunta ) a pus în discuție ideea independenței. Proclamarea independenței a fost o reacție emoțională la acțiunile represive ale regimului bolșevic, din moment ce până atunci fusese vehiculată doar ideea unei autonomii naționale largi. Adunarea a fost proclamată cea mai înaltă autoritate a Ingriei de Nord, iar Comitetul Provizoriu din Ingria de Nord a devenit guvernul regiunii. Adunarea a decis să continue lupta pentru câștigarea independenței regiunii pe baza dreptului națiunilor la autodeterminare, deși unii dintre liderii ingrieni au considerat că un asemenea obiectiv este aducător de necazuri și susțineau opțiunea obținerii autonomiei în cadrul Rusiei eliberate de bolșevici. În același timp, propunerea de unire cu Finlanda nu a fost aprobată, iar planurile de colaborare sau de semnare de acorduri politice cu albgardiștii au fost puternic respinse.
De-a lungul scurtei sale existențe, Republica Ingriei de Nord a reușit să dobândească toate atributele specifice unui stat: stema, drapelul, imnul național, armata terestră și marina, uniforma militară, decorațiile militare (Crucea Zidului Alb și Crucea Participantului la Războiul de Independență), instituțiile juridice, un ziar (Kiryasalon Sanomat), serviciul poștal și timbre poștale. După semnarea tratatului de pace de la Tartu din 1920, teritoriul republicii a fost restituit RSFSR, statul și-a încheiat existența pe 6 decembrie, iar populația satului Kiryasalo s-a refugiat în Finlanda. În 1927, teritoriul republicii a devenit parte a regiunii naționale finlandeze Kuivozovski nou create cu capitala în Kuivozi (Kuivaisi), care s-a mutat în 1930 în Toksovo (Toksova). În 1939, teritoriul a fost anexat la raionul Pargolovo. Ingria de Nord este parte în zilele noastre din raionul Vsevolojski.

## Organele puterii de stat

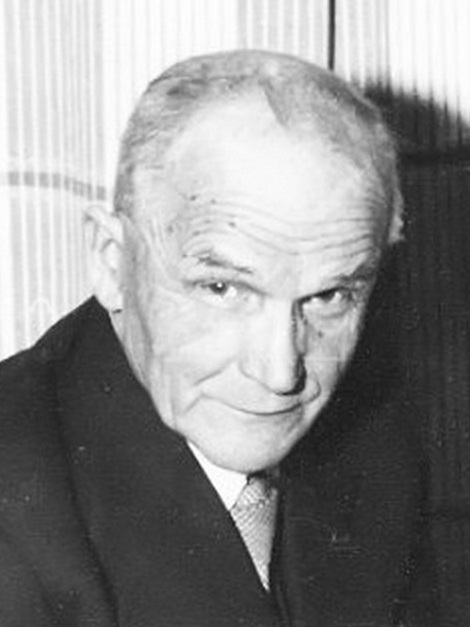
Jukka Tirranen, președinte al Comitetului Provizoriu

Organul legislativ suprem a fost Adunarea Ingriei de Nord s-a întrunit de odată sau de două ori pe lună. Membrii acestei adunări au fost locuitorii sau refugiați din Kiryasalo sau refugiați din satele din Ingria de Nord din teritoriile controlate de bolșevici. 
Comitetul Provizoriu din Ingria de Nord a acționat conform hotărârilor Adunării și răspundea în fața acesteia. Alegerile pentru Comitetul Provizoriu au avut loc de patru ori: în iulie, septembrie, noiembrie 1919 și mai 1920.
În noiembrie 1919, la apogeul ostilităților, toate puterile politice și militare au fost transferate comandantului regimentului Ingria de Nord, Yrjö (Georg) Elfvengren. Adunarea din mai a ingrienilor a avut un caracter solemn din cauza numărului mare de delegați. Înainte de începerea ședinței, orchestra a interpretat imnul Ingriei de Nord. Luările de cuvânt ale delegaților au fost foarte emoționante, raportând represiunile, rechizițiile de cai, furturile de vite și incendierea caselor țărănești din teritoriul controlat de bolșevici. Raportul Comitetului Provizoriu a fost aprobat și au avut loc noi alegeri. Majoritatea membrilor Comitetului Provizoriu au fost realeși, iar Yrjö Elfengren a devenit membru de onoare al Adunării. La ședințele Adunării au participat pentru prima oară delegați ai unităților armate de pe țărmul lacului Ladoga și din satele din Ingria controlate de bolșevici. Pentru prima dată, la întâlnire au participat delegați din grupul de forțe Ladoga de pe coastă și din satele din nordul Ingriei controlate de bolșevici.
După lichidarea Republicii Ingria de Nord la sfârșitul anului 1920, Comitetul Provizoriu nu a fost dizolvat, iar succesorul acestuia a fost Comitetul Ingriei de Nord, format în 1924 în Finlanda de refugiații din fosta republică.

## Populația
Populația republicii era formată din:
- locuitorii satului Kiryasalo, aproximativ 400 de persoane, ingrieni cu toții;[3]
- soldați ai regimentului nord-ingrian, nu mai mult de 2.000 de oameni, ingrieni din regiune și 278 de voluntari finlandezi;[3]
- peste 10.000 de refugiați ingrieni, care au fost găzduiți în Kiryasalo și în satele de frontieră de pe partea finlandeză a frontierei, în principal în apropierea gării Rautu. Ei au participat la alegerile organelor de stat ale republicii și au fost supuse jurisdicției administrative în instanțele din Republica Ingria de Nord.[3]

Numărul exact al refugiaților nu este cunoscut. În mai 1919, erau aproximativ 3.000 de refugiați. În perioada august–septembrie 1919, alți 5.000 de ingrieni au ajuns la Rautu, dar conform altor date, doar la mijlocul lunii august 1919, aproximativ 7.000 de refugiați civili au ajuns la Kiryasalo cărând cu ei diferite bunuri și un mare număr de animale. Grupuri mici de refugiați au continuat să sosească după această dată.

## Forțele armate

### Înființarea forțelor armate
În mai 1919, satul Kiryasalo era supraaglomerat de refugiați a căror siguranță era asigurată de o miliție organizată din rândurile lor. Refugiații erau dotați cu un armament de diferite tipuri și calibre, ingrieni care fuseseră încadrați în armata țaristă ca soldați sau subofițeri. Membrii milițiilor erau conduși de Jukko Tyrranen și de fratele său Mikko, care au participat la luptele primei conflagrații mondiale cu gradul de praporgic. De asemenea, printre comandanții miliției s-a numărat și de fostul praporgic Tittanen, care a fost educat la seminarul Pieni-Kolppana. El lucrase înainte de revoluție pentru ziarul de limbă finlandeză Inkeri în funcția de corespondent.
În cadrul Adunării Ingriei organizate la Rautu, s-a decis organizarea unui detașament de armată regulată recrutată din rândul refugiaților care știau să mânuiască armele, care avea ca sarcină apărarea localității Kiryasalo. Cum printre ingrieni nu se număra niciun ofițer, Adunarea a decis să aleagă pentru această poziție un finlandez, o soluție considerată acceptabilă de guvernul finlandez. În acest scop, Paavo Tapanainen, însărcinatul pentru finanțe al Comitetului Provizoriu, s-a deplasat la Helsinki. El a primit pe 17 iulie 1919 aprobarea cercurilor oficiale din Finlanda pentru numirea comandantului militar al poporului ingrian. Acesta a fost locotenent-colonelul Yrjö (Georg Wilhelm) Elfvengren, care fusese încadrat în garda imperială rusă.

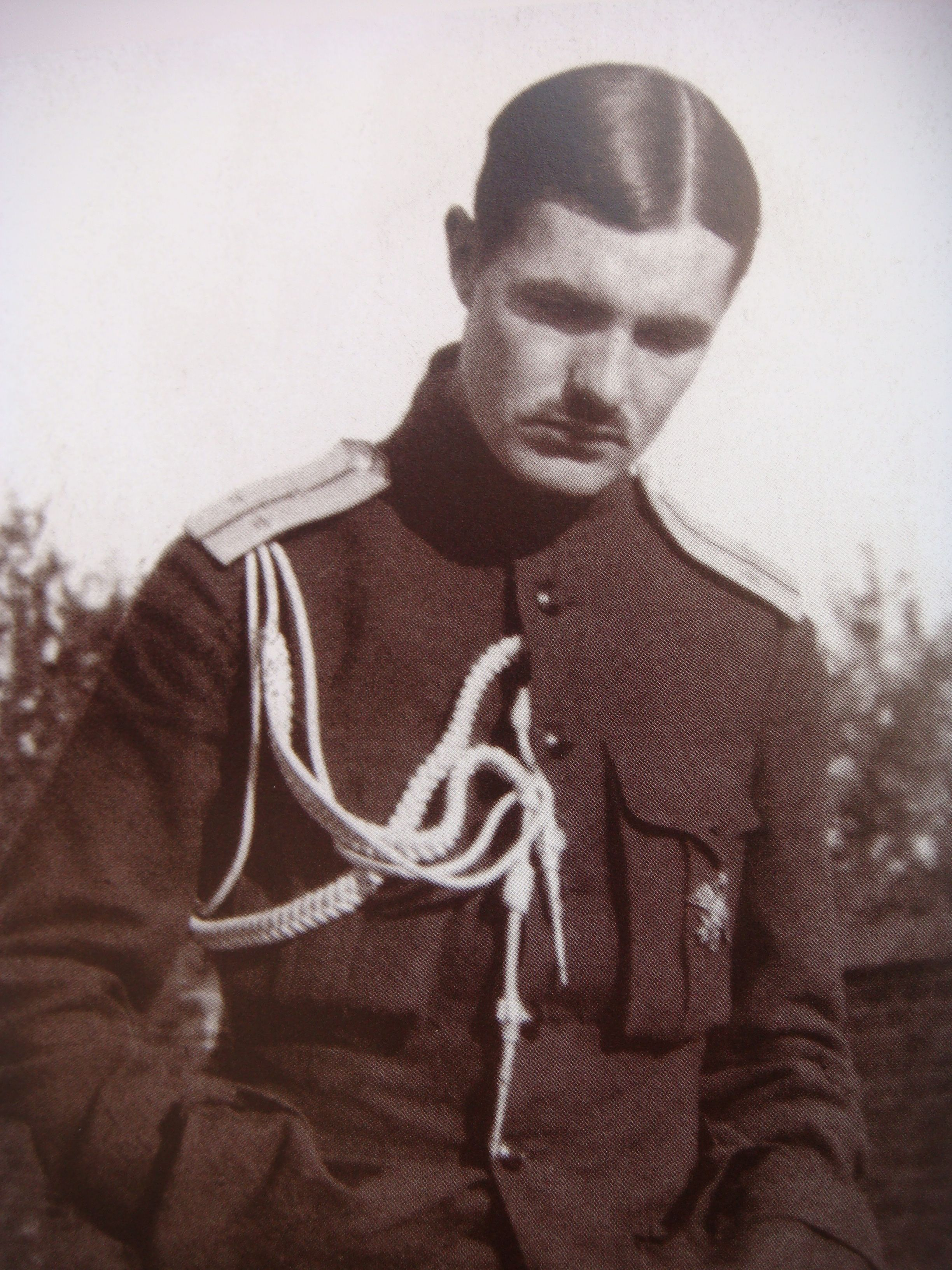
Yrjö Elfvengren

Elfengren cunoștea bine populația zonei de frontieră. El avea toate calitățile necesare pentru comandarea combatanților ingrieni în acele timpuri tulburi. Elfengren era un militar cu experiență, care luase parte la acțiunile de luptă și care trebuia să sprijine din toate puterile lupta pentru libertate a ingrienilor.
Elfengren și-a exprimat public dorința să devină conducătorul militar al refugiaților. El a primit acordul lui Paavo Tapanainen și a fost autorizat să ocupe postul de comandantul-șef al armatei finlandeze, general-maior Kaarlo Edward Kivekäs și de șeful Statului Major General, general-maiorul Hannes Ferdinand Ignatius.
El s-a deplasat în zona de frontieră ca să se familiarizeze cu situația de la fața locului și ca să preia efectiv comanda. El a vizitat localitățile ingriene, a verificat starea de spirit a locuitorilor și a făcut o listă a celor mai presante nevoi ale acestora. Elfengren a participat la exercițiile militare ale militarilor ingrieni desfășurate pe teritoriul finlandez, s-a întâlnit cu membrii Comitetului și a analizat în detaliu starea de fapt din republică.
Batalionul format de Elfengren număra aproximativ 500 de oameni. A fost format din mai multe companii, numărul variind de-a lungul timpului. Soldații nu aveau uniforme, ci purtau hainele lor țărănești, care, de altfel, erau foarte uzate. Una dintre companii era de serviciu să păzească satul Kiryasalo. Restul se afla pe teritoriul finlandez, unde militarii participau la programe de instruire. Efectivele batalionului au crescut treptat, datorită voluntarilor care au sosit din sate îndepărtate de peste graniță și a celor care participaseră la lupte în Ingria de Sud.
300–400 de țărani din satele de pe malurile Lacul Ladoga au reușit să pună mâna pe arme, inclusiv două mitraliere. După câteva lupte cu gărzile roșii, acești țărani au format un detașament care s-a îndreptat spre Finlanda și au cerut Comitetului Provizoriu să îi primească în rândul armatei ingriene. În plus, echipajul vaporului „Primernîi” format din ingrieni, și-a condus vasul în apele finlandeze ale Ladogăi și s-au pus la dispoziția Comitetului Provizoriu. 
În plus, vaporul „Aproximativ”, al cărui echipaj era format din marinari ingrieni, a trecut în apele finlandeze ale lacului Ladoga și s-a pus la dispoziția Comitetului Provizoriu. Acest vas, împreună cu câteva goelete, a alcătuit flota republicii.
Comitetul Provizoriu nu a recurs la recrutări forțate. Limba de comandă și a tuturor documentelor, atât în Comitetul Provizoriu, cât și în batalion, a fost finlandeza. Instruirea militară a fost efectuată în conformitate cu regulamentele militare finlandeze. În batalionul de la acea vreme nu exista niciun militar rus sau finlandez, cu excepția lui Elfvengren însuși. Conducerea era formată din subofițerul Tyrranen, căruia i s-au alăturat mai târziu doi ofițeri originari din Ingria de Sud. Personalul era format din foști subofițeri și soldați, majoritatea țărani care nu aveau experiență de luptă.
Pe 17 iulie 1919, Elfvengren a ajuns la o înțelegere verbală cu privire la numirea lui la comandă, iar peste o săptămână a primit numirea oficială în post din partea Comitetului Provizoriu.

### Ofensiva de vară
Pe 26 iulie, Elfvengren a dat ordinul de atac. Batalionul a început să se deplaseze în două direcții: în sud către satul Lembolovo (în finlandeză Lempaala) și în est spre Verhnie Nikuleasî (în finlandeză Ylä-Miikkulainen). Mai târziu, Elfvengren avea să spună că a fost forțat să dea acest ordin datorită zvonurilor despre bolșevicii care pregăteau represalii împotriva locutorilor din Ingria de Nord.
Forțele principale ale ingrienilor au ocolit lacul Lembolovo prin vest, au atacat și cucerit avnaposturile Korkeamäki, Termolovo, Mustolovo și Kaidolovo și au obligat unitățile de grăniceri bolșevici să se retragă. Grosul batalionului ingrian a intrat în Lembolovo (în finlandeză Lempaala), a desființat sovietul local și a încercuit cartierul general al batalionului al 3-lea de grăniceri din satul Nakkolovo. Unitatea ingriană care a ocolit lacul Lembolovo prin est a ocolit prin flanc unitățile de grăniceri, care s-au retras în satul Vaskelovo (în finlandeză Vaskela), și au cucerit satele Korosarî, Soelovo și Katumî. La 28 iulie, un alt detașament, care a avansat de-a lungul țărmului lacului Ladoga, a ocupat satele Verhnie Nikuleasî (finlandeză Ylä-Miikkulainen) și Nijnie Nikuleasî (în finlandeză Ala-Miikkulainen).
La 30 iulie, au fost ocupate satele Peremyaki (în finlandeză Perämäki) și Putkelovo. În satele capturate, ingrienii i-au arestat pe reprezentanții și susținătorii regimului sovietic. 25 de prizonieri (luptători ai Armatei Roșii) au fost împușcați. În ambele tabere, antibolșevică și bolșevică, s-au aflat în cele mai multe cazuri doar ingrieni. Atitudinea populației locale față de eliberatori a variat: unii dintre rezidenți i-au susținut (aproximativ 200 de locuitori s-au alăturat rebelilor), alții s-au arătat ostili. În orice caz, Elfvengren nu a primit sprijinul popular pe care îl sperase. În plus, deși el a apreciat că trupele regulate finlandeze aveau să îi susțină acțiunea, realitatea a dovedit că s-a înșelat.
Acțiunea celor 580 de insurgenți slab înarmați nu și-a atins obiectivele. Timp de câteva zile, aproape întreaga regiune de de frontieră a fost în mâinile lor. Cu toate acestea, după ce Gărzile Roșii au primit întăriri, rebelii s-au retras, păstrând controlul în regiunea Kiryasalo.
Au izbucnit lupte și pe malul lacului Ladoga, pe terenurile mănăstirii luterane Miikkulainen. Un mic grup de rebeli, care au acționat independent de forțele principale, și-a completat efectivele cu localnici și a opus o rezistență serioasă forțelor roșiilor, superioare numeric. Controlul asupra satelor de frontieră s-a schimbat de la o tabără la alta de mai multe ori. În cele din urmă, roșiii au trimis două distrugătoare din Șlisselburg, care au atacat satele de pe litoralul lacului Ladoga cu focuri de artilerie, au debarcat trupe și au ocupat Nikuleasî.
Elfvengren a sperat că ofensiva sa va provoca o revoltă populară în satele de la graniță, dar majoritatea populației a rămas în expectativă. Rezultatele ofensivei au fost afectate și de faptul că Elfvengren nu a primit ajutorul așteptat de la guvernul finlandez, care a declarat acțiunea lui Elfvengren drept o provocare. La acestea s-a adăugat decizia comandantului Diviziei a 2-a finlandeze, care a închis frontiera și a refuzat orice ajutor ingrienilor.
Pe 2 august, Elfvengren a fost demis de la comanda batalionului. Comitetul Provizoriu l-a propus pentru funcția de comandat pe locotenentul Jukku Tirranen, dar acesta nu a putut să ocupe postul datorită stării de sănătate. Pe 6 august, a fost numit la comanda batalionului locotenentul Elya Richtniemi.
Ministrul de externe finlandez Rudolf Holsti a propus arestarea lui Elfvengren pentru problemele pe care le creaseră în planul relațiilor internaționale acțiunile acestuia. Ziarele finlandeze au publicat o declarație oficială conform căreia guvernul finlandez nu avea nicio legătură cu aceste acțiuni militare. Pe de altă parte sovieticii au organizat pe baza ordinului Comitetului de apărare nr. 44 din 6 iulie 1919 o Comisie extraordinară în Ingria de Nord „... pentru a asigura partea din spate a sectorului karelian al frontului (pentru a efectua evacuări, curățări, raiduri pentru confiscarea armelor etc.)” Zeci de țărani locali au fost luați ostatici, împușcați sau trimiși în lagăre de concentrare.
În vara și toamna anului 1919, Elfvengren a stabilit contacte cu reprezentantul lui Nikolai Iudenici în Finlanda, generalul Arseni Gulevici, și cu șeful Guvernului de Nord-Vest Stepan G. Lianozov (Lianosyan). Albii au asigurat un sprijin financiar important ingrienilor, care au reușit astfel să ridice un spital, să îmbunătățească aprovizionarea cu alimente și introducă uniforme pentru militarii republicii. Aceste uniforme erau diferite de cele ruse sau finlandeze. 
Pe 18 august 1919, batalionul ingrian număra 799 de militari. În condițiile în care efectivele batalionului au continuat să crească, ajungând la peste 1.500 de militari în toamnă, unitatea militară a fost transformat în regiment. Noul regiment a depus jurământul aprobat de Comitetul Provizoriu și a primit drapelul de luptă.
Datorită creșterii efectivelor regimentului, a fost făcută o reorganizare a unității militare. Companiile care operaseră separat până atunci au fost combinate în două-trei independente, a fost formată o subunitate de mitraliere, o subunitate pentru instruirea personalului de comandă și o echipă de transmisiuni. Au fost înființate o brutărie, diverse ateliere și o fanfară militară. Pentru ca să fie evitată distribuirea forțelor în grupuri mici în satele din regiunea de frontieră și pentru ca să fie asigurată concentrarea regimentului, un batalion sub conducerea lui Tyrranen și-a stabilit cartierul general în Kiryasalo, iar un al doilea, sub comanda lui Elfvengren, o unitate de intendență, se afla în satul finlandez Raasuli. Al treilea batalion era situat pe malul lacului Ladoga. După ce subunitățile regimentului au fost distribuite în teren, regimentul a stabilit comunicații telefonice cu Kiryasalo și Rautu.
În același timp, în satul Raasuli au început să sosească voluntari, ofițeri, subofițeri, soldați sau simpli civili finlandezi. Atunci când au aflat de operațiunea militară condusă de Elfvengren, mulți dintre foștii săi camarazi au venit să lupte sub comanda lui, dar Elfvengren a refuzat cu încăpățânare cererile voluntarilor finlandezi și i-a acceptat în rândul forțelor de sub comanda sa numai pe cei de etnie ingriană.

### Ofensiva de toamnă
Conform unei surse, la cererea Comitetului Provizoriu, Elfvengren a revenit la postul de comandă a regimentului pe 10 octombrie. Potrivit altei surse, Comitetul Provizoriu l-a reales pe Elfvengren în funcția de comandat al regimentului pe 6 octombrie, iar pe 15 octombrie, autoritățile militare finlandeze au aprobat această numire. Pentru îmbunătățirea muncii statului major al regimentului, fratele mai mic al lui Elfvengren, maior, comandantul batalionului de geniu din Mikkeli, a fost numit șef al statului major.
O nouă ofensivă a ingrienilor, care a început pe 21 octombrie (conform altor surse, pe 22 octombrie), a fost planificată împreună cu Iudenici. Punctul culminant al ofensivei a fost cucerirea orășelului Toksova, centru cultural și economic din nordul Ingriei. La cartierul general al lui Elfvengren au fost prezenți ca observatori și patru ofițeri ai Armatei de Nord-Vest.
Planul ofensivei a fost conceput de Elfvengren împreună cu J. Tyrranen și A. Tittanen. Batalionele 1 și 2 ale regimentului, concentrate în Kiryasalo, sub comanda căpitanului Erkki Varmavuori, respectiv a locotenentului Jaeger Oskar Karlsson, urmau să avanseze în direcția Lembolovo. Primul batalion trebuia să înainteze prin satele Mustolovo și Lembolovo, iar al doilea prin parohia Lembolovo. Al treilea batalion, situat în Tannari, pe malul lacului Ladoga, pe partea finlandeză a frontierei, urma să avanseze în direcția satelor Ylä-Miikkulainen și Ala-Miikkulainen. În acest fel, ambele maluri ale Lacului Lembolovskoe (în finlandeză Lempaalanjärvi) erau în mâinile ingrienilor. Mai apoi, coloanele atacatorilor trebuiau să se întâlnească la gara Gruzino.
Obiectivului celei de-a doua etape a ofensivei era să ocupe Toksovo. Elfvengren i-a instruit pe doi dintre soldații săi, Thomas Markku și Axel Savolainen, să înalțe drapelul Ingriei de Nord pe vârful Pontusov din Toksovo.
În perioada 22–23 octombrie, principalele forțe aflate sub comanda lui Tyrranen au ocupat Korkiamyaki, Kaidolovo, Lembolovo, Kiero, și Harpala. După ocuparea acestor localități, s-au îndreptat spre stația de cale ferată Gruzino. Ostașii Armatei Roșii, care apărau stația, s-au retras. În acest timp, batalionul al 3-lea a înaintat de-a lungul litoralului lacului Ladoga și a ocupat Miikkulainen. În același timp, batalionul 3, avansând de-a lungul coastei Ladoga, a ocupat Nikuleasî, Nyassi și Vuolejärvi, a avansat spre Tozerovo și de acolo și-a schimbat direcția de înaintare spre dreapta, încercând să ajungă și la linia de cale ferată. Batalionul nu și-a putut atinge obiectivul, din cauza rezistenței puternice întâmpinate și din cauza crizei de muniție. În plus, batalionul a fost încetinit în acțiune de mulțimea de civili care se ascunsese în păduri de frica bolșevicilor și care a căutat să obțină protecția militarilor ingrieni.
Una dintre primele unități care a intrat în lupta cu ingrienii a fost o companie de „finlandezi roșii”, care a fost transferată pe calea ferată în gara Peri. Ingrienii au reușit pentru scurt timp să captureze gara Gruzino; dar mai apoi a sosit un detașament de muncitori de la fabrica de praf de pușcă din Șlisselburg și un tren blindat. În timpul luptelor din gara Gruzino, comandatul roșiilor a căzut în luptă, dar unitățile lui Elfvengren nu au reușit să înainteze.
În acele momente, forțele regulate ale Armatei Roșii intraseră deja în luptă împotriva regimentului nord-ingrian. Din nou, ingrienii nu au primit sprijinul trupelor finlandeze. Transportul de artilerie și muniție pe care îl promiseseră finlandezii a fost reținut în cele din urmă. Singurul ajutor pe care l-a trimis Marele Stat Major finlandez a fost un număr de hărți topografice militare. 
Armata Roșie a mobilizat în regiune unități militare cu efective mai mari decât ale ingrienilor, roșiii având în dotare și două trenuri blindate și piese de artilerie. După ce au apărat cu succes gara Gruzino, roșiii au lansat o ofensivă. Satele din regiune au trecut sub controlul uneia sau alteia dintre tabere de mai multe ori. După lupte grele, în lipsa rezervelor de muniție, regimentul nord-ingrian s-a retras pe 3 noiembrie 1919 la Kiryasalo.
Pe 5 noiembrie a avut loc o ședință a statului major la Raasuli. S-a decis lansarea unei noi ofensive, după ce soldații vor fi reaprovizionați cu muniție. A început reorganizarea regimentului prin concentrarea resturilor subunităților împrăștiate în regiune, adică aproximativ 1.000 de oameni cu 16 mitraliere. Linia de cale ferată Rautu–Raasuli a fost demontată. Cu toate acestea, în ciuda numeroaselor lupte de hărțuire din noiembrie 1919, a treia ofensivă la scară largă nu a mai fost organizată.

### Demobilizarea unității militare

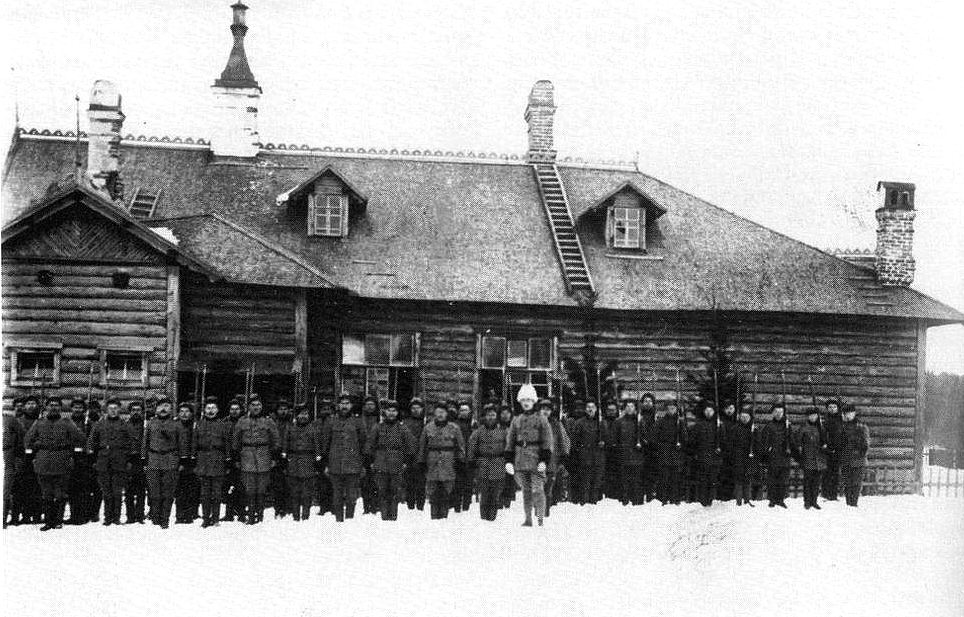
Regimentul Ingriei de Nord din Kiryasalo, iarna 1920. Comandantul regimentului, Elfvengren, este în față.

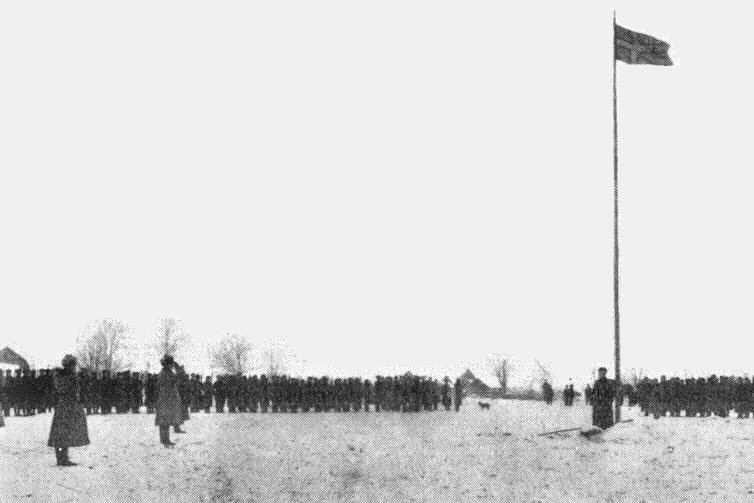
Onorul militar la drapelul Ingriei de Nord în Kiryasalo, la parada de rămas bun, 06.12.1920

Până în ianuarie 1920, efectivele regimentului ajunseseră la doar 1.728 de bărbați.
O lună mai târziu, regimentul mai avea 1.667 de soldați. Pe 12 februarie 1920, Elfvengren și-a dat demisia din funcție. Comitetul Provizoriu al Ingriei de Nord i-a conferit solemn Crucea Zidului Alb. Guvernul Finlandei a aprobat încadrarea regimentului în forțele sale, soldele cuvenite membrilor săi și noua sarcină – apărarea frontierei.
La 16 martie 1920, ministerul de război finlandez l-a înlocuit pe Tyrranen cu maiorul Alfred Vansanen din regimentul jägerilor din regiunea Savo. Cu timpul, ingrienii au început să resimtă greutățile vieții de militar, iar mulți dintre ei au luat în considerație reîntoarcerea la satele lor. Au apărut astfel probleme cu disciplina în regiment, iar numărul de dezertări a început să crească. În același timp, în rândul militarilor regimentului a început să-și facă efect propaganda și ideile bolșevice.
Efectivele regimentului au continuat să scadă, în mai 1920, ele fiind reduse la 1.420 de persoane.
În iunie 1920, noul comandant al regiunii de frontieră a Istmului Carelian, colonelul Eric Henrike, i-a propus ministrului de război al Finlandei să retragă regimentul ingrian pe teritoriul finlandez, după care militarii acestuia să fie demobilizați. În vara anului 1920, regimentul ingrian mai număra doar 813 militari. Guvernul Finlandei a decis dizolvarea Regimentului Ingriei de Nord și înlocuirea acestuia cu unități ale armatei regulate finlandeze.
Pe 6 iulie, regimentul a fost reorganizat în Batalionul special nord-ingrian, format din patru companii și o baterie de artilerie. Batalionul a devenit unitate de grăniceri și putea să se angajeze în operațiuni de luptă doar la ordinul comandantului suprem al Finlandei.
Pe 28 septembrie a fost numit la comanda batalionului căpitanul Jussi Sihvo. În a doua jumătate a lunii septembrie, efectivele batalionului au scăzut la 418 soldați. Până la sfârșitul anului 1920, ingrienii au efectuat serviciul de frontieră la șase posturi de pază și patru posturi mobile, iar bateria de artilerie a fost desființată.
Pe 6 decembrie, batalionul nord-ingrian a ținut ultima sa paradă la Kiryasalo. După o slujbă religioasă, căpitanul Jussi Sikhvo a dat la ora 9:48 ordinul de marș către teritoriul finlandez. Împreună cu soldații, au plecat și 348 de civili, care s-au refugiat cu vitele din gospodăriile din Kiryasalo în Finlanda.
La 16 decembrie 1920 a avut loc o paradă militară de adio la Valkjärvi. Cu această ocazie, fost citit ordinal ministrului apărării Bruno Jalander de desființare a Batalionului special nord-ingrian.

## Drapelul Republicii Ingria de Nord
Drapelul a fost creat de Eero Ilmari Haapakoski la începutul anului 1919 pentru Regimentul Ingriei de Vest, care a luptat alături de Armata de Nord-Vest și a luat parte la două ofensive împotriva Petrogradului. Drapelul a început aproape imediat să fie considerat ca simbol național al finlandezilor ingrieni. În iunie 1919, acest steag a fost declarat drapel de stat al Republicii Ingria de Nord. Steagul a fost sfințit pe 8 septembrie 1919. 
După încheierea Păcii de la Tartu, de pe 6 decembrie 1920, drapelul cu crucea scandinavă a fost coborât solemn și dus în Finlanda. La 21 martie 1921, într-o ședință extraordinară a Comitetului Provizoriu din Ingria de Nord au fost adoptate dimensiunile și culorile (galben, albastru, roșu-cărămiziu) ale drapelului, precum și noul său statut: drapelul național al finlandezilor din Ingria.
| - Eero Ilmari Haapakoski | - Drapelul Ingriei de Nord |

## Stema Republicii Ingria de Nord
Stema a fost creată tot de Haapakoski la începutul anului 1919. Pe baza sa, au fost create ecusoanele de pe mâneca uniformelor. O versiune simplificată a stemei a fost plasată în centrul ordinelor și medaliilor, timbrelor poștale ale republicii și monedele de 5 și 10 penni.
| - Stema Ingriei de Nord | - Ecuson militar | - Timbru cu stemă |

## Decorații de stat

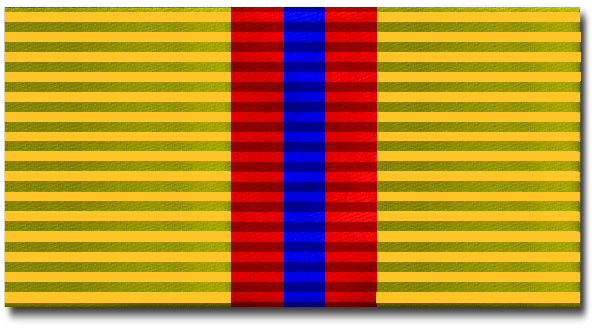
Ordinul Zidului Alb

Pentru ridicarea moralului soldaților, Comitetul Provizoriu al Ingriei de Nord a stabilit ordinele și medaliile pentru meritele în eliberarea națională a Ingriei.
Prima distincție, Crucea Zidului Alb a Ingriei, a măsurat 45 mm în lățime și înălțime. În centrul crucii era un relief cu stema Ingriei. Crucea avea două grade: aur și argint. Ofițerilor Statului major li s-a acordat crucea de aur, soldații au primit distincția de argint. A doua decorație este Crucea Zidului Alb al Ingriei pentru merite speciale. În formă, ea semăna cu prima, doar că în plus avea o coroană de frunze din metal alb. Această cruce a fost acordată personalului de comandă. A treia decorație este Crucea Zidului Alb pentru curaj. Pe lângă coroană, ea avea și săbii de bronz îndreptate în sus. Crucea pentru curaj era purtată pe o panglică galben-albastru-roșie, culorile naționale din Ingriei. În loc de cruce, era permisă purtarea doar a săbiilor din bronz.
Aceste ordine au fost înființate pe 16 noiembrie 1919, după ofensiva de toamnă asupra Istmului Carelia. Comitetul Provizoriu a dat dreptul comandanților de unitate să recompenseze în mod independent pe cei care s-au distins în luptă, rezervând-și dreptul de a superviza listele celor recompensați. Toți cei decorați nu au primit vreo răsplată monetară sau certificat.
Concomitent cu decorațiile, a fost înființată insigna participantului la Mișcarea de Eliberare a Ingriei, sub forma unei cruci negre de 28 mm. Numerele 1919 și 1920 au fost aplicate orizontal, deasupra și dedesubt erau inscripțiile câmpului de luptă cu bolșevicii: Yhinmäen, Koporje, Kaprio și Ylä-Miikkulainen. Acest ordin a fost emis cu certificat. În plus, toți voluntarii finlandezi au primit Crucea de Război a Camaradului.

## Sistemul juridic
Republica a avut propriile proceduri judiciare. Infracțiunile penale care aveau loc pe teritoriul finlandez împotriva etnicilor ingrieni erau supuse jurisdicției și examinate de instanțele finlandeze, toate celelalte cazuri, precum și infracțiunile comise în afara granițelor finlandeze, s-au aflat în jurisdicția propriilor instanțe ingriene, înființate de Comitetul Provizoriu.
Instanțele erau formate dintr-un juriu compus din șase persoane, dintre care cinci erau țărani aleși din satele în care a fost comisă infracțiunea și unul era un reprezentant ales sau numit de Comitetului Provizoriu. Instanțele au primit instrucțiuni ca, atunci când se determină gradul de vinovăție, să fie ghidate în principal de următoarele: dacă acuzatul a cauzat prejudicii populației sau cauzei autodeterminării Ingriei de Nord și în ce măsură, mai ales atunci când a fost vorba de infracțiuni precum crimă, jaf, incendiere, furt, provocare sau spionaj. Opiniile politice ale acuzatului care se făcea vinovat de aceste infracțiuni nu trebuiau să fie luate în considerare. Deoarece colegiul avea șase membri și toți aveau drepturi egale la vot, reprezentantul Comitetului provizoriu avea dreptul să aprobe hotărârile judecătorești numai cu majoritatea simplă voturilor. Dacă voturile erau împărțite în mod egal, sentința era hotărâtă de Comitetul Provizoriu.
Instanțele create au fost similare cu cele din Imperiul Rus și Marele Principat al Finlandei. Ingrienii nu au creat nicio instanță militară specială. Instanțele menționate anterior au funcționat și în timpul ostilităților, cu singura diferență că, atunci când voturile erau împărțite egal în instanță, problema nu mai era transferată Comitetului Provizoriu, ci personal comandantului Regimentului Ingriei de Nord, Yrjö Elfvengren.
Condamnarea cetățenilor pentru opiniile politice a fost considerată inacceptabilă prin deciziile Comitetului Provizoriu și a comandamentului militar și, din cauza agresivității sporite a adversarilor politici, a fost urmărită penal și aspru pedepsită. Prin urmare, apartenența la un partid, cum ar fi cel bolșevic, nu era considerată o infracțiune. Bolșevicii arestați erau tratați ca prizonieri de război și erau trimiși și internați în lagăre din spatele frontului, unde nu au suferit represalii legate de apartenența politică.

## Infrastructura socială

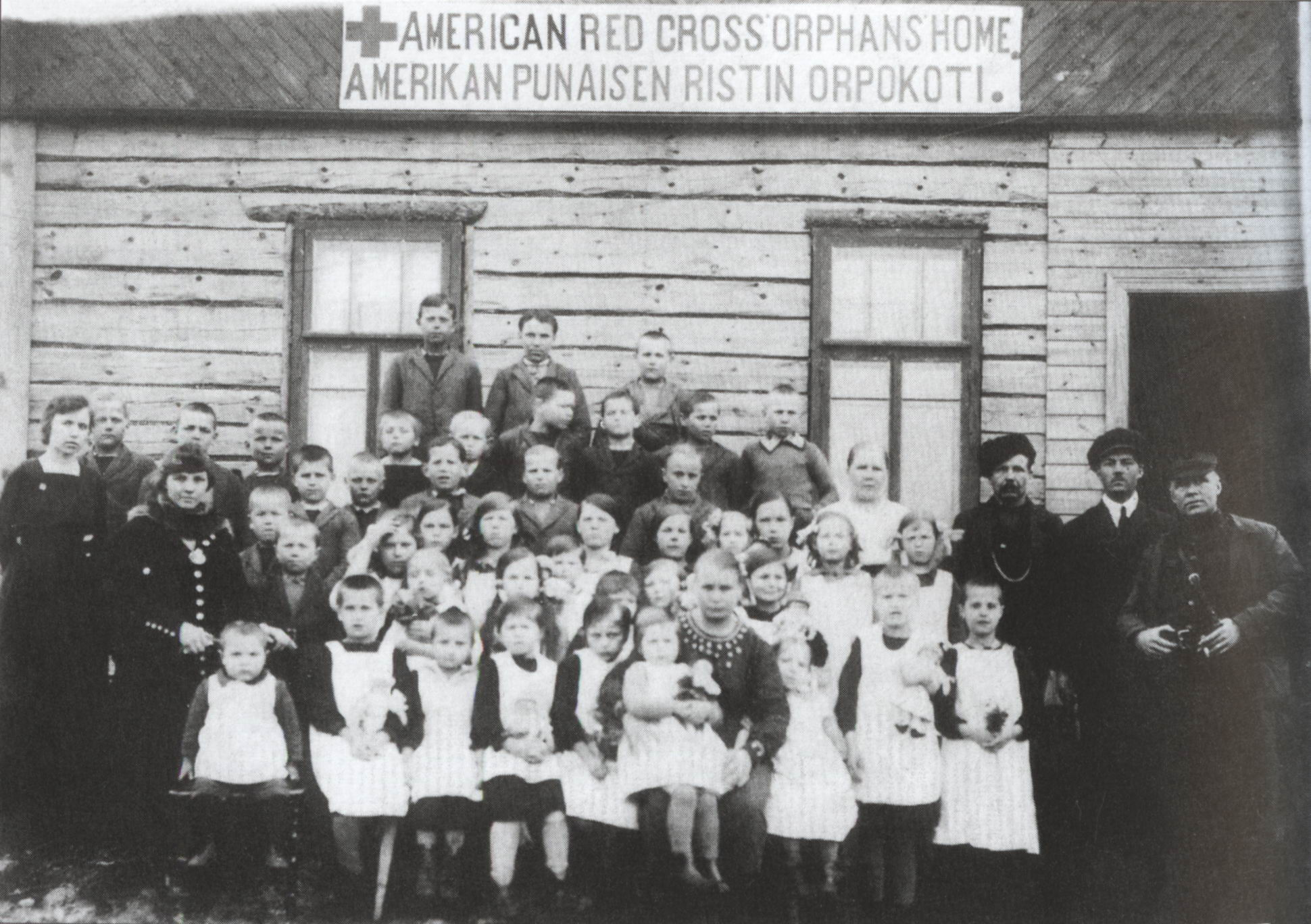
Copii din orfelinatul Rautu (Sosnovo) în 1920. Orfelinatul a fost sprijinit de Crucea Roșie Americană până în 1947

În primăvara anului 1919, a fost înființată o mică infirmerie în Rautu pentru refugiații ingrieni în care funcționat un medic special trimis din Finlanda. Batalioanele aveau propriile ambulatorii și mai multe puncte de prim ajutor. În satul Raasuli de lângă graniță, a fost deschis și un dispensar.
Crucea Roșie Americană a trimis hrană refugiaților și a deschis și un orfelinat în Rautu. În regiune a sosit și un detașament al Crucii Roșii Ruse, căruia autoritățile locale i-au atribuit o clădire guvernamentală cu două etaje, nou construită în stația Rautu, pentru organizarea unui spital. Activitățile spitalului de sub patronajul Crucii Roșii Ruse au fost coordonate la nivel internațional cu cele ale Crucii Roșii Finlandeze.
În ciuda dificultăților, Comitetul Provizoriu a reușit să organizeze mai multe școli In Ingria de Nord și să le ofere echipamente și materiale didactice gratuite. Cum țăranii din republică dețineau un număr mare de animale domestice, a trebuit să fie găsită o soluție pentru aprovizionarea cu furaje. Toate rezervele locale au fost redistribuite, ceea ce le-a permis țăranilor să își păstreze animalele. Autoritățile ingriene au reușit să găsească o soluție și pentru problema aprovizionării cu lemne de foc pentru perioada rece. În cadrul Regimentului nord-ingrian au fost create ateliere de tâmplărie, croitorie și cizmărie și mai multe fierării. Pentru femei au fost create ateliere de cusut și tricotat.

## Mijloacele de informare în masă
În republică au apărut mai multe publicații periodice. 
Ziarul Știri din Ingria (în finlandeză  Inkerin Sanomat) a început să apară în aprilie 1920 și a fost tipărit mai întâi în Viipuri, mai apoi într-o tipografie a unuia dintre ziarele locale din Käkisalmi. După ceva vreme, publicația a fost redenumită Știri din Kirjasalo (în finlandeză Kirjasalon Sanomat). Ziarul a apărut cu acest ultim titlu timp de 34 de numere. Antti Tittanen (1890–1927) a fost redactorul-șef al acestui ziar. Tittanen, care era originar din satul Kavgolovo (în finlandeză Kaukola), a fost membru al Comitetului Provizoriu din Ingria de Nord, responsabil cu relațiile externe. Materialele pentru ziar constau în principal din articole și note primite de la cetățenii republicii, precum unele scrise de jurnaliștii Kaarlo Stendhal și S. Termonen. Gazeta s-a bucurat de succes și avea toate secțiunile caracteristice unui ziar local. Ziarul era publicat o dată pe săptămână. Populația republicii a primit ziarul gratuit. Un alt ziar care a apărut în 1919 a fost Știri din Narva (în finlandeză Narvan Sanomat), publicat în orașul eston Narva sub îndrumarea lui Kaapre Tünni, care apăra interesele poporului ingrian. O altă publicație a fost Crăciunul Ingrian (în finlandeză Inkeriläisten Joulu).

## Președinții Comitetului Provizoriu
- 9 iulie 1919–septembrie 1919 — Santeri Termonen
- 14 septembrie 1919–noiembrie 1919 — Juho Pekka Kokko
- 16 noiembrie 1919–mai 1920 — Yrjö (Georg Wilhelm) Elfvengren
- iunie 1920–6 decembrie 1920 — Jukka Tirranen